# Lonchura nigerrima
Lonchura nigerrima е вид птица от семейство Estrildidae.

## Разпространение
Видът е разпространен в Папуа Нова Гвинея.